# Chileotrecha
Genre
Chileotrecha est un genre de solifuges de la famille des Ammotrechidae.

## Distribution
Les espèces de ce genre se rencontrent au Chili et en Argentine.

## Liste des espèces
Selon Solifuges of the World (version 1.0) :
- Chileotrecha atacamensis Maury, 1987

et depuis
- Chileotrecha argentinensis Iuri 2014
- Chileotrecha romero (Kraus 1966)

## Publication originale
- Maury, 1987 : Consideraciones sobre algunos solifugos de Chile (Solifugae: Ammotrechidae, Daesiidae). Revista de la Sociedad Entomológica Argentina, vol. 44, no 3/4, p. 419-432.